# Keeth Smart
Keeth Smart, född den 29 juli 1978 i Brooklyn, New York, är en amerikansk fäktare som tog OS-silver i herrarnas lagtävling i sabel i samband med de olympiska fäktningstävlingarna 2008 i Peking.